# 群馬県道192号秋畑富岡線
群馬県道192号秋畑富岡線（ぐんまけんどう192ごう あきはたとみおかせん）は、群馬県甘楽郡甘楽町秋畑から同県富岡市一ノ宮までを結ぶ県道である。

## 概要
甘楽町と富岡市の境にある藤田峠の区間は狭小でありカーブも多いが、秋畑地域の人のなかには抜け道として利用する人も多いため、時間帯によっては交通量も多くなる。そのため、自動車などの運転には注意が必要。

### 路線データ
- 起点:群馬県甘楽郡甘楽町大字秋畑（群馬県道46号富岡神流線交点）[注釈 1]
- 終点:群馬県富岡市一ノ宮（国道254号交点〈合同庁舎前交差点〉）[注釈 2]

## 歴史
- 1959年（昭和34年）9月18日：群馬県より現・道路法に基づき、県道秋畑富岡線（甘楽郡甘楽町大字秋畑 - 富岡市、整理番号23）として路線認定される[2]。
  - 同日、前身路線にあたる県道梅ノ木平一ノ宮線（甘楽郡甘楽町大字秋畑 - 富岡市一ノ宮町、整理番号158）が路線廃止される[3]。

## 未開通区間
- 甘楽郡甘楽町大字秋畑字百々瀬 - 富岡市岩染字上岩染

## 地理

### 通過する自治体
- 群馬県
  - 甘楽郡甘楽町 - 富岡市

### 交差する主な道路
- 群馬県道46号富岡神流線：起点
- 群馬県道193号下仁田小幡線：富岡市南後箇
- 国道254号：終点